# Sint-Adrianuskerk (Houtvenne)

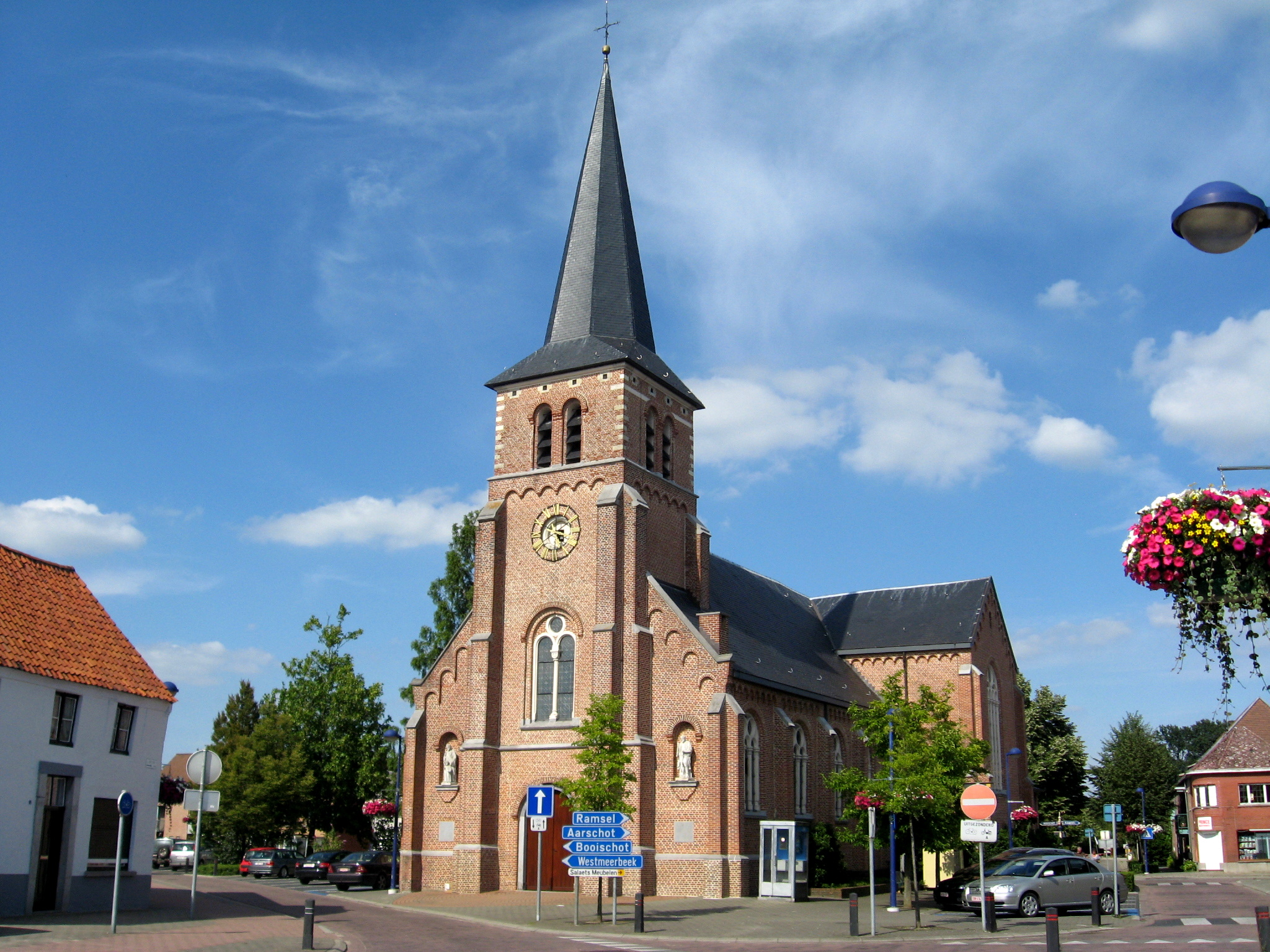
Sint-Adrianuskerk

De Sint-Adrianuskerk, die op het dorpsplein van het Belgische Houtvenne, nu J. Verlooyplein geheten, is opgetrokken, is een gebouw in neoromaanse stijl.

## Geschiedenis
In 1365 was voor het eerst sprake van een kapel die bediend werd door de Abdij van Tongerlo. Deze brandde af in 1587 en werd herbouwd in 1610. In 1816 werd de kapel goeddeels gesloopt om vervangen te worden door een nieuwe kerk. Het koor van de kapel bleef bewaard. De kerk werd in 1860 vergroot naar ontwerp van Johan van Gastel, waarbij een transept en een nieuw koor werd gebouwd.
Interessante interieurelementen zijn het prachtig beeldhouwwerk uit de 18e eeuw, de neoclassicistische eikenhouten lambrisering, het doksaal, de kansel (18e eeuw) en het doopvont (15e eeuw). De kuip van de predikstoel is thans opgenomen in het koor.
Op het J. Verlooyplein wordt sinds 1365 jaarlijks, tijdens de begankenis op de zondag na 4 maart, Sint-Adriaan aangeroepen tegen pijn in armen en benen, en vooral tegen de pest. Paarden en andere rijdieren worden er na de omgang gezegend.